# Mieczysław Kowalski (komunista)
Mieczysław Kowalski pseud. Michał (ur. 16 czerwca 1911 w Szewnie koło Ostrowca Świętokrzyskiego, zm. 15 maja 1943 pod Zalezianką) – działacz komunistyczny, sekretarz okręgowy PPR w Kielcach.

## Życiorys
Z zawodu ślusarz. Od 1930 działał w KZMP, a od 1932 w KPP. W 1932 został skazany w "procesie radomskim" za działalność komunistyczną na 10 lat więzienia. Zwolniony na mocy amnestii w lutym 1939. Po agresji III Rzeszy i ZSRR na Polskę, w listopadzie 1939 przeszedł na teren okupacji sowieckiej do Białegostoku. W grudniu 1939 został delegatem do Białostockiej Miejskiej Rady Delegatów Pracujących. Po  ataku III Rzeszy na ZSRR 22 czerwca 1941 powrócił na teren okupacji niemieckiej, do Generalnego Gubernatorstwa i działał w organizacji "Zjednoczenie Robotniczo-Chłopskie", a następnie w PPR. Uczestniczył w tworzeniu komitetu PPR i sztabu GL Od września 1942 był sekretarzem Komitetu PPR w Ostrowcu. Brał udział w organizowaniu placówek i garnizonów GL. W październiku 1942 został sekretarzem Komitetu Okręgowego PPR w Kielcach. Na tym stanowisku dążył do nasilenia walki zbrojnej z Niemcami. Zginął w bitwie zgrupowania AL Franciszka Księżarczyka z oddziałami własowców i niemieckiej żandarmerii pod Zalezianką. 

## Odznaczenia
- Order Krzyża Grunwaldu III klasy[a].